# San Antonio Spurs 2014-2015
La stagione 2014-15 dei San Antonio Spurs fu la 39ª nella NBA per la franchigia.
I San Antonio Spurs arrivarono secondi nella Southwest Division della Western Conference con un record di 55-27. Nei play-off persero al primo turno con i Los Angeles Clippers (4-3).

## Scelta draft
| Giro | Chiamata | Giocatore      | Ruolo | Nazionalità | College/Club     |
| ---- | -------- | -------------- | ----- | ----------- | ---------------- |
| 1    | 30       | Kyle Anderson  | AP    | Stati Uniti | UCLA Bruins      |
| 2    | 58       | Jordan McRae   | G     | Stati Uniti | Tenn. Volunteers |
| 2    | 60       | Cory Jefferson | AG    | Stati Uniti | Baylor Bears     |

## Classifica
|    | Classifica        | V  | P  | %    |
| -- | ----------------- | -- | -- | ---- |
| 1. | Houston Rockets   | 56 | 26 | 68,3 |
| 2. | Memphis Grizzlies | 55 | 27 | 67,1 |
| 3. | San Antonio Spurs | 55 | 27 | 67,1 |
| 4. | Dallas Mavericks  | 50 | 32 | 61,1 |
| 5. | N.O. Pelicans     | 45 | 37 | 54,4 |

## Roster
| N° | Naz.                   | Ruolo | Sportivo         | Anno | Alt. | Peso |
| -- | ---------------------- | ----- | ---------------- | ---- | ---- | ---- |
| 1  | Stati Uniti (bandiera) | A     | Kyle Anderson    | 1993 | 206  | 107  |
| 2  | Stati Uniti (bandiera) | A     | Kawhi Leonard    | 1991 | 201  | 102  |
| 3  | Italia (bandiera)      | A     | Marco Belinelli  | 1986 | 196  | 87   |
| 5  | Canada (bandiera)      | G     | Cory Joseph      | 1991 | 191  | 84   |
| 8  | Australia (bandiera)   | P     | Patty Mills      | 1988 | 183  | 79   |
| 9  | Francia (bandiera)     | G     | Tony Parker      | 1982 | 188  | 82   |
| 11 | Stati Uniti (bandiera) | A     | Jeff Ayres       | 1987 | 206  | 109  |
| 14 | Stati Uniti (bandiera) | GA    | Danny Green      | 1987 | 198  | 95   |
| 15 | Stati Uniti (bandiera) | A     | Matt Bonner      | 1980 | 208  | 109  |
| 16 | Australia (bandiera)   | C     | Aron Baynes      | 1986 | 208  | 118  |
| 20 | Argentina (bandiera)   | G     | Emanuel Ginóbili | 1977 | 198  | 93   |
| 21 | Stati Uniti (bandiera) | AC    | Tim Duncan       | 1976 | 211  | 112  |
| 22 | Brasile (bandiera)     | AC    | Tiago Splitter   | 1985 | 211  | 109  |
| 23 | Stati Uniti (bandiera) | A     | Austin Daye      | 1988 | 211  | 91   |
| 33 | Francia (bandiera)     | AC    | Boris Diaw       | 1982 | 203  | 104  |
| 41 | Stati Uniti (bandiera) | A     | JaMychal Green   | 1990 | 203  | 103  |
| 55 | Stati Uniti (bandiera) | A     | Reggie Williams  | 1986 | 198  | 95   |

### Staff tecnico
- Allenatore: Gregg Popovich
- Vice-allenatori: Jim Boylen, Chip Engelland, Chad Forcier, Becky Hammon, Ettore Messina, Ime Udoka
- Preparatore atletico: Will Sevening